# Hans-Ulrich Funk

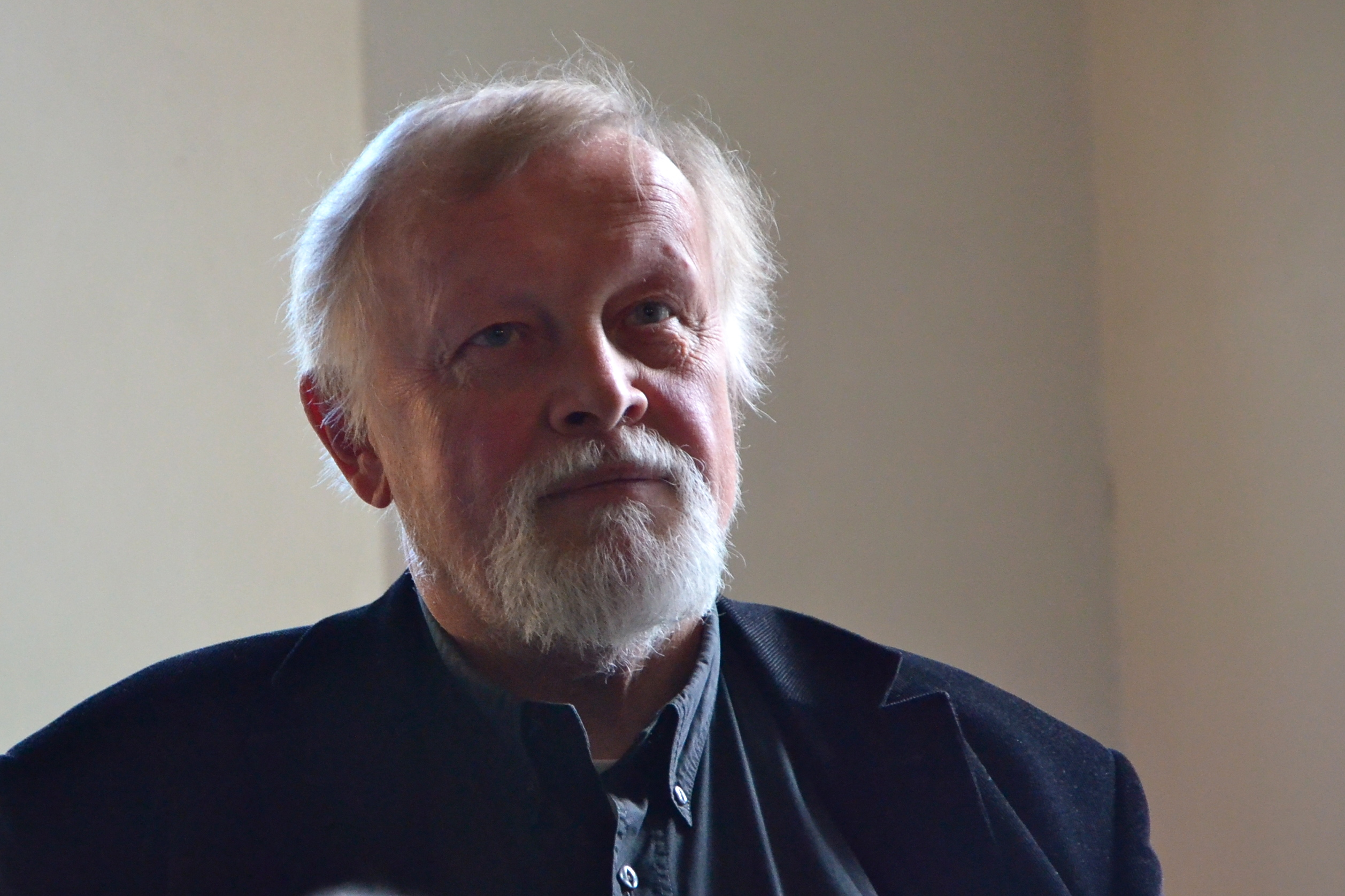
Hans-Ulrich Funk

Hans-Ulrich Funk (* 9. Dezember 1947 in Glauchau) ist ein deutscher Orgelbauer, Kantor, Organist, Komponist und Orgelsachverständiger sowie Autor.

## Leben
1950 übersiedelte die Lehrer-Familie nach Berlin-Schöneberg. Ersten Instrumentalunterricht erhielt Funk in Klavier und Blockflöte, ersten Orgelunterricht ab 1961 bei LKMD Christian Schlicke an der Schmid-Orgel der Heilandskirche in Berlin-Moabit. Im April 1965 begann die Orgelbauerlehre bei Walcker & Cie in Ludwigsburg; zeitgleich nahm Funk weiterführenden Orgelunterricht bei LKMD Rudolf-Günther Läpple an der großen Walcker-Orgel der Stadtkirche in Ludwigsburg. Es folgte die Gesellenzeit in den Werkstätten Walcker (Pfeifenbau für die große Orgel des Ulmer Münsters, Op.5000), Orgelbau Peter Vier in Friesenheim-Oberweier (hier Begegnung mit dem oberrheinisch-barocken Orgelbau der Andreas-Silbermann-Schule), Karl Schuke in Berlin-Zehlendorf und studienbegleitend bei Orgelbauer Andreas Ott in Bensheim/Bergstraße.
Ab dem Wintersemester 1969 nahm Funk ein Studium für das Lehramt in den Fächern Musik (Orgel bei Reinhardt Menger), Kunst- und Werkerziehung am Pädagogik-Seminar der Fachhochschule Darmstadt auf und schloss es im März 1973 mit dem 1. Staatsexamen ab. Zum Wintersemester 1973 schloss sich ein Studium der katholischen Kirchenmusik an den Musikhochschulen in Frankfurt/Main und Mainz (Orgel u. a. bei Peter Alexander Stadtmüller, Dirigieren u. a. bei Helmuth Rilling und Wolfram Wehnert) an, u. a. mit einem weiteren Schwerpunkt in Tonsatz und Komposition bei Armin Schoof in Frankfurt sowie beim Messiaen-Schüler Elmar Seidel in Mainz. Im Dezember 1978 schloss Funk das Studium mit dem A-Examen für katholische Kirchenmusik erfolgreich ab.
Es folgten weitere Studien als aktiver Teilnehmer bei Dirigier-Meisterkursen u. a. bei Wilhelm Ehmann und Felicitas Kukuck sowie ein mehrwöchiges Volontariat beim Windsbacher Knabenchor unter Karl-Friedrich Beringer. Seit 1979 nahm er alljährlich aktiv an zahlreichen Orgel-Meisterkursen u. a. bei Daniel Roth (mehrfach), Jan Willem Jansen, Michael Radulescu (mehrfach), Luigi Ferdinando Tagliavini, Jean-Claude Zehnder, Roman Summereder (mehrfach), Ludger Lohmann (mehrfach), Christoph Bossert (mehrfach) und Wolfgang Zerer (ebenfalls mehrfach) teil.

## Wirken
Ab 1974 übernahm Funk studienbegleitend und nebenberuflich die Leitung der neugegründeten Kantorei und das Amt des II. Organisten an der innerstädtischen evangelischen Friedenskirche in Darmstadt. 1978 erfolgte der Übertritt in die ev. Kirche von Hessen und Nassau.
Im Januar 1979 wurde Funk als Kreiskantor für den Kirchenkreis Herzberg an die neugeschaffene B-Kirchenmusikerstelle von St. Nicolai in Herzberg am Harz berufen. Zeitgleich wurde ihm das Amt als Orgelsachverständiger der Ev.-luth. Landeskirche Hannover für das südliche Niedersachsen anvertraut. Funk nahm von Beginn an den Aufbau einer differenzierten Kantoreiarbeit mit bis zu 5 Chören und weiteren Instrumentalkreisen in Angriff, welche sowohl in den Gottesdiensten als auch in häufigen Konzerten musizierten. Es erfolgten die mehrfachen Aufführungen einer Vielzahl von Motetten, Messen und Oratorien vom Mittelalter bis zur Gegenwart, u. a. der gesamten Geistlichen Chormusik sowie den Passionen von Heinrich Schütz, sämtlichen Motetten sowie einigen Kantaten von Johann Sebastian Bach (und seiner Komponisten-Familie), den Passionen, dem Weihnachsoratorium, dem Oster- und Pfingst-Oratorium und dem Magnifikat bis hin zur H-Moll-Messe. (Im Jahre 1982 wurde die Herzberger Kreiskantorenstelle aufgrund des 1979 begonnenen reichhaltigen kirchenmusikalischen Lebens zur zentralen A-Stelle in der Region angehoben).
Des Weiteren wurden aufgeführt: Thomas Tallis (The Lamentations of Jeremia), William Byrd (lat. Motetten), Leonhard Lechner (Deutsche Sprüche von Leben und Tod sowie Christ, der du bist der helle Tag), Sethus Calvisius (Unser Leben währet siebzig Jahr) Dieterich Buxtehude (Magnificat anima mea und alle Kantaten), Reinhard Keiser (Markus-Passion), Johann Kuhnau (Tristes est anima mea), Georg-Friedrich Händel (Messias), Antonio Vivaidi (Gloria), Giovanni Battista Pergolesi (Stabat mater), von Wolfgang Amadeus Mozart die Große c-Moll-Messe, weitere Messen und Vespern, die Sinfonie in g-Moll, Nr. 40, KV 550 und das Requiem, sowie die Requien von Josef Gabriel Rheinberger, Johannes Brahms, Gabriel Fauré und Maurice Duruflé. Weitere Messen und Motetten kamen zur Aufführung, von Giovanni Pierluigi da Palestrina (Missa papae Marcelli), Messen von Joseph und Michael Haydn, Franz Schubert (u. a. Messen in As-Dur und G-Dur), Anton Bruckner (Te deum, e-Moll-Messe sowie alle Motetten), von Johannes Brahms (zahlreiche Motetten und Lieder sowie die Fest-und Gedenksprüche), Felix Mendelssohn-Bartholdy (Lauda Sion, Wie der Hirsch schreit, Psalm 42, sowie weitere Kantaten und zahlreiche Motetten), Franz Liszt, (Via crucis), César Franck (Sinfonie in d-Moll und 150. Psalm), Antonín Dvořák (Messe in D-Dur), Paul Gläser (Großenhainer Weihnachts-Oratorium), Joseph Rheinberger (Es-Dur-Messe und weitere Messen), Camille Saint-Saëns (Oratorio de Noel op.12), Claude Debussy (Trois Chansons de Charles D' Orleans), von Max Reger (8 Geistliche Gesänge op.138 und Motetten op. 110), Louis Vierne (Messe solennelle), Hugo Distler (Fürwahr, er trug unsere Krankheit op.12, Nr.9, Totentanz sowie Motetten aus dem Jahrkreis und weitere Motetten aus der Geistlichen Chormusik op.12), Heinrich Kaminski (Aus der Tiefe rufe ich,Herr, zu dir, Psalm 130), Benjamin Britten (A ceremony of Carols), Anton Heiller (Advents- und Passionsmusik), Jean Langlais, (Missa in simplicitate), Kurt Hessenberg (O Herr, mache mich zum Werkzeug deines Friedens), Zoltán Kodály (Motetten, Missa Brevis und Laudes organi), Olivier Messiaen (O Sacrum convivium), Maurice Duruflé (Messe op.11 und Motetten Op. 10), Peter Eben (Prager Te Deum von 1989), John Rutter (Motetten und Gloria), Günter Bialas (Tenebrae factae sunt), Christof Penderecki (Agnus Dei aus dem Polnischen Requiem), Józef Świder (Cantus tristes und Cantus gloriosus), Stefan Kammerer (Missa brevis) und Hans-Ulrich Funk (Lieder, Motetten und Sonnengesang nach Franz von Assisi, auszugsweise).
Hans-Ulrich Funk war konzertierend als Organist in Dänemark, in Frankreich, in der damaligen DDR, in Österreich, in Italien und darüber hinaus in ganz Deutschlang tätig. Mit der Herzberger Kantorei, dem Herberger Kammerchor und der Jugendkantorei konzertierte er auf nahezu alljährlich durchgeführten Konzertreisen u. a. in Polen, Österreich, den Niederlanden und in Deutschland. Er bildete eine große Anzahl von Orgel- und Klavierschülern aus. Zusätzlich oblag ihm als Kreiskantor über drei Jahrzehnte lang die Ausbildung zahlreicher nebenberuflicher Kirchenmusikerinnen und Kirchenmusiker in den landeskirchlich- regionalen C-Kursen im Südwestharz.
Als Orgelsachverständiger wirkte er bei zahlreichen überregionalen und namhaften Restaurierungs- und Neubauprojekten in ganz Deutschland und Österreich (zum Teil in Leitungsfunktion) mit, u. a. beim Neubau der großen Metzler-Orgel von Marl, St. Georg (1997); dem Neubau der großen Janke-Orgel in der Stadtkirche zu Bückeburg (1997); bei den Paul Ott-Orgeln in Göttingen St. Johannis (2000) und St. Jakobi (2007) sowie der Furtwängler & Hammer-Mahrenholz-Orgel in Göttingen, St. Marien (2003); dem Neubau der großen Eule-Orgel von St. Johannis in Lüchow (2006); den 3 Orgeln der Marktkirche St. Georg in Hannover, u. a. der großen Goll-Orgel (2007–2009); bei den Arp Schnitger-Orgeln in Steinkirchen (2012), in Hollern (2011) und jener in Oederquart (2015); der größten erhaltenen Schaper-Orgel in der Stadtkirche zu Alfeld (2015); der Zika-Orgel in der Stadtpfarrkirche zu Tulln / Donau in Österreich (2015), dem Neubau der großen Rensch-Orgel in der Stadtpfarrkirche Vilshofen / Donau (2017), dem Neubau der Bente-Orgel im Kapitelsaal des Klosters Walkenried (2017) und dem Neubau der großen Ahrend-Orgel in der Dreieinigkeitskirche zu Regensburg (2020).
Hinzu kam die Leitung der Restaurierungsarbeiten an den Engelhardt-Orgeln, u. a. in Bad Lauterberg (Engelhardt-Janke 1988), Scharzfeld (1989), Barbis (Joh. Tobias Hansen-Engelhardt 1991), Herzberg / Nicolai (1992), Osterode St.Jakobi (1993), Gladebeck (1996), Osterhagen (1999), Wollershausen (2000), Steina (2004), Wettmar (2006), Bockenem (2008), Schloss Herzberg (Engelhardt-Krawinkel 2012), Schwiegershausen (2015) und Lerbach (2017).
Seit 2010 ist Funk als Ruheständler wieder im Orgelbau intonierend tätig (seit 2015 in eigener Werkstatt). Er betätigt sich vor allem als Restaurator von Orgelpfeifen aller Art und Stilistik, bei der Erstellung von Klangkonzeptionen und als Intonateur deutschlandweit bei diversen Orgelbauprojekten, teils im Auftrag für verschiedene deutsche Werkstätten.

## Schriften (auszugsweise)
- Johann Andreas Engelhardt, ein frühromantischer Orgelbauer und sein Wirken, Wissenschaftlicher Verlag Traugott Bautz in Nordhausen 2023, 650 Seiten. ISBN 978-3-95948-001-7
- Organ, Journal für die Orgel, Heft 4, Dezember 2020, S.10, ISSN 1435-7941, Reich beschenkt von Meister Janke, zum 90. Geburtstag des Göttinger Orgelbauers Rudolf Janke
- Ars organi Heft 4, Dezember 2015, S. 224–231, ISSN 0004-2919, Die Bosch-Bornefeld-Orgel von 1964 in Kassel, St. Martin
- Ars organi Heft 1, März 2022, S. 9–16, ISSN 0004-2919, Die Carl-Giesecke-Orgel in der ev. luth.Kirche zu Lutterhausen
- Ars organi Heft 1, März 2023, S. 13–23, ISSN 0004-2919, Die Orgellandschaft in und um Herzberg am Harz
- Die Orgeln der Marktkirche Hannover, Festschrift als Orgelbuch zur Einweihung der großen Goll-Orgel an Pfingsten 2009, darin der Beitrag zum Thema Vollendet ist das große Werk, S. 42–47, Herausgeber: Kirchenvorstand der ev. luth. Marktkirche St. Georgii et Jacobi in 30159 Hannover, Hanns-Lilje-Platz 2
- Die Heinrich Schaper-Orgel von St. Nicolai zu Alfeld, Festschrift zum Einweihungs-Festgottesdienst der durch Orgelbau Jörg Bente restaurierten Orgel an Pfingsten 2015, S. 25–33, Herausgeber: Kirchenvorstand der ev. luth. Nicolaikirche in 31061 Alfeld/Leine, Am Mönchehof 2
- Die Engelhardt-Orgel der Michaeliskirche zu Schwiegershausen, Beitrag in der Festschrift zum Abschluss der durch Orgelbau Jens Steinhoff u. Hans-Ulrich Funk (Klangbereich) abgeschlossenen Restaurierungs-Arbeiten, für den Festgottesdienst am 29. November 2015, S. 7–13, Herausgeber: Kirchenvorstand der Michaeliskirchengemeinde in 37520 Schwiegershausen, Kirchstr. 5
- Die neue Rensch-Orgel der Stadtpfarrkirche zu Vilshofen, Beitrag in der Festschrift zur Einweihung der Orgel zum Festgottes-dienst am 19. Februar 2017, S. 10–16 und 42–46, Herausgeber: Kath. Stadtpfarramt St. Johannis d. Täufer in 94474 Vilshofen, Kirchplatz 4
- Die neue Bente-Orgel im Kapitelsaal des Klosters Walkenried, Beitrag in der Festschrift zur Einweihung der durch Orgelbau Jörg Bente fertiggestellten Orgel an Pfingsten 2017, S. 13–20, Herausgeber: Ev. luth. Kirchengemeinde im Kloster Walkenried in 37445 Walkenried, Pfarrplatz 6
- Die Engelhardt-Orgel der Kirche zu Lerbach, Festschrift Raum & Klang zum Abschluss der Restaurierungsarbeiten von Orgelbau Jörg Bente für den Festgottesdienst im August 2017, S. 29–35, Herausgeber: Ev. luth. Kirchengemeinde in 37520 Lerbach, Friedrich-Ebert-Straße 6
- Die Euler-Orgel in der St. Johanniskirche zu Hardegsen-Ellierode, Beitrag in der Festschrift, S. 4–10, erschienen zum Abschluss der durch Orgelbau Jörg Bente unter klanglicher Mitarbeit von Hans-Ulrich Funk durchgeführten Restaurierungsarbeiten im Dezember 2017 für den Einweihungs-Festgottesdienst, am 6. Januar 2018, Herausgeber: Ev.-luth. Kirchengemeinde Ellierode-Hettensen
- Die Paul Ott-Orgel der Christuskirche in Göttingen, Beitrag in der Festschrift S. 10–13 zur Orgelweihe für den Festgottesdienst am 1. Dezember 2016 zum Abschluss der durch Orgelbau Bosch/Kassel und Hans-Ulrich Funk (Klangbereich) ausgeführten Restaurierungs- und Erweiterungsarbeiten, Herausgeber: Kirchenvorstand der ev.-luth. Christuskirche in Göttingen

## Kompositionen für Orgel (bislang im Selbstverlag erschienen)
- 1997 Zwölf Orgelchoräle
- 2006 Choralgebundene Orgelmusik (27 Titel: Choralvorspiele-Choräle-Choralpartiten)
- 2007 Sechs kleine Trios in verschiedenen Stilen, komponiert im Krankenhaus Göttingen-Weende
- 2009 Drei Orgelkompositionen (Introitus-Choralpartita über "O Traurigkeit, o Herzeleid-Passacaglia)
- 2009 Einhundertsiebenundzwanzig Orgelchoräle (Melodie im Bass-Pedal)
- 2010 10 Choralpartiten durch das Kirchenjahr
- 2020 Präludium in d-Moll/D-Dur/d-Moll, (Hommage a Wolfgang A. Mozart)

## Kompositionen für Chor (bislang im Selbstverlag erschienen)
- 1998 Liedsätze zu Advent und Weihnachten (33 Titel SSA, SATB)
- 1999 Einhundert dreistimmige Choralsätze durch das Kirchenjahr (SAM)
- 1992 Missa Brevis (Kyrie und Gloria, für 4–8stimmigen gemischten Chor)
- 2012 Missa in G (Missa tota) für Soli, großen und kleinen Chor, Pauken und Orgel
- 2024 Sonnengesang (nach Franz von Assisi) für 4–8stimmigen Chor a capella
- 2024 Choralmotetten durch das Kirchenjahr für 4–7stimmigen Chor a capella

## Kompositionen (Klavier und Sonstiges)
- 1988 Choral-Partita über Allein Gott in der Höh sei Ehr, für Bläserchor zu 4–8 Stimmen, Auftragskomposition zur Aufführung beim Landeskirchlichen Sprengel-Posaunenfest am 11./12. Juni 1988 in der Herzberger Nicolaikirche
- 1979 Variationen über das Lied Die Schneckenpost für Klavier, entstanden im Harmonielehre-Seminar des Landeskirchlichen C-Kurses im Herbst 1979
- 1990 Adagio-Moderato-Adagio für Klavier
- 1974–1995 Notenbüchlein für Christel, Sammlung von Klavierstücken im gedruckten Manuskribt
- 2022 Elegie für Klavier

## CD-Orgelaufnahmen (u. a. erhältlich bei Hans-Ulrich Funk)
| Titel | CD-Orgelporträt                                        | Interpreten | Komponisten | Label |
| --- | ------------------------------------------------------ | --- | --- | --- |
| Die Herzberger Engelhardt-Orgel von 1845 in St. Nicolai | Orgelporträt                                           | Axel Fischer und Hans-Ulrich Funk | Joh. Seb. Bach, Joh. Christian Kittel, Christian Heinrich Rinck und Felix Mendelssohn-Bartholdy                                                                | Aufnahmen von Thomas Stiehler, am 17. und 18. Juli 1995 im eigenen Label, Leipzig 1995 |
| Die Herzberger Engelhardt-Orgel in St. Nicolai, | Orgelporträt                                           | Hans-Ulrich Funk | Georg Böhm, Joh. Seb. Bach, Johann Ludwig Krebs, Christian Heinrich Rinck, Franz Liszt, Otto Scherzer, Josef G. Rheinberger und Hans-Ulrich Funk               | Aufnahmen von Toms Spogis am 19. und 20. August 2002, bei Ambiente Musikproduktion Algermissen 2004                                                                                               |
| Die Egedacher-Orgel von 1732 in der ehem. Klosterkirche zu Vornbach / Inn                                                                                             | Orgelporträt                                           | Stefan Baier, Hans-Ulrich Funk, Karl Maureen, Michael Radulescu, Kunibert Schäfer und Wolfgang Zerer spielen Werke von                      | Georg Muffat, Joh. Pachelbel, Heinrich Scheidemann, Wolfgang A. Mozart, Hans-Ulrich Funk und Michael Radulescu (Madrigali)                                     | Aufnahmen von Toms Spogis am 16. 17. und 25. September 2010 bei Ambiente Musikproduktion Algermissen                                                                                              |
| Die Krebs-Schmerbach-Orgel von 1728 / 1815 in der Michaeliskirche zu Groß Schneen                                                                                     | Orgelporträt                                           | Hans-Ulrich Funk, Ulrich Kohlrusch und Heike Reimers (u. a. die sogenannten Acht kleinen Präludien und Fugen von J. S. Bach ?)              | Samuel Scheidt, Georg Muffat, Georg Böhm, Joh. Sebastian Bach, Joh. Ludwig Krebs, Christian Heinrich Rinck, Francoise Benoist und Hans-Ulrich Funk             | Aufnahmen von Klaus Kemner im Auftrag von Orgelbau Bosch, Kassel, produziert beim Label Praestant 2011                                                                                            |
| Die Johann Kuhlmann-Orgel von 1829 in der Markuskirche zu Scheden | Orgelporträt                                           | Hans-Ulrich Funk | Dietrich Buxtehude, Joh.Pachelbel, Joh. Seb. Bach (u. a. aus den Leipziger Chorälen), Wolfgang A. Mozart, Max Reger und Hans-Ulrich Funk                       | Aufnahmen von Toms Spogis am 22.–24. August 2012 im Auftrag von Orgelbau Krawinkel bei Ambiente Musikproduktion Algermissen                                                                       |
| Die Engelhardt-Orgel von 1857 in der Michaeliskirche zu Osterode-Schwiegershausen                                                                                     | Orgelporträt                                           | Hans-Ulrich Funk | Joh. Seb. Bach, Johann Ludwig Krebs, Christian Heinrich Rinck, Josef Gabriel Rheinberger, Cesar Franck, Max Reger und Hans-Ulrich Funk                         | Amateur-Live-Konzertmitschnitt vom August 2016, Bearbeitung durch Toms Spogis bei Ambiente Musikproduktion Algermissen                                                                            |
| Die Treutmann-Orgel von 1737 in der ehem. Augustiner Chorherren-Stiftskirche in Goslar-Grauhof                                                                        | Konzert im Rahmen des Orgelsommers 2011                | Hans-Ulrich Funk | Georg Muffat, Georg Böhm, Dietrich Buxtehude, Joh. Seb. Bach (Triosonate in e) und Hans-Ulrich Funk                                                            | Konzertmitschnitt durch Tonmeister Klaus Kemmner |
| An den Orgeln in Lüchow, St. Johannis (Hermann Eule 2006), Stiftskirche zu Goslar-Grauhof, Nicolaikirche in Herzberg am Harz und Osterhagen (Andreas Engelhardt 1854) | Komponistenporträt                                     | Theo Jellema | Kompositionen von Hans-Ulrich Funk, u. a. 12 Choräle, 6 kleine Trios in verschiedenen Stilen, Passacaglia, Choralpartiten                                      | Aufnahmen von Christoph Schönbeck 2024 (Nomine), Produktion durch Toms Spogis bei Ambiente Musikproduktion 2025                                                                                   |
| Die Engelhardt-Orgel in St. Thomas zu Scharzfeld am Harz von 1855 | Orgelporträt, historische Aufnahmen vom September 1989 | Hans-Ulrich Funk | Georg Böhm, Joh. Seb. Bach, Joseph Haydn (Flötenuhr-Stücke), Robert Schumann (canonische Studien) und Felix Mendelssohn-Bartholdy (Sonate II in c-Moll, op.65) | Ursprünglich Aufnahmen für die Schallplatte durch Tonstudio Thomas Funk / Tontechnik in Berlin-Kreuzberg 1989, Bearbeitung als CD durch Toms Spogis bei Ambiente Musikproduktion Algermissen 2018 |
| Engelhardt-Orgel der Nicolaikirche in Herzberg am Harz | Uraufführung                                           | Herzberger Kantorei mit Gästen, Solisten: Annegret Schönbeck S., A. Katrin Bick, T. Andre Wenauer, B. Ralf Grobe, Orgel: Christoph Grohmann | Hans-Ulrich Funk, Missa in G (Missa tota) für Soli, großen und kleinen Chor, Pauken und Orgel, sowie Zoltan Kodaly Laudes Organi                               | CD-Mitschnitt vom 13. Juni 2013 durch Christoph Schönbeck, Produktion durch Toms Spogis bei Ambiente Musikproduktion Algermissen 2013                                                             |

## Besprechungen
- Forum Kirchenmusik, Ausgabe 2, März/April 2024, S. 50–51, ISSN 1434-2340, Rezension des o. a. Engelhardt-Buches von Birger Petersen
- Ars organi, Heft 4, Dezember 2023, S. 274–275, ISSN 0004-2919, Rezension des Engelhardt-Buches von Dietrich Modersohn
- Organ, Journal für die Orgel, Heft 1, 2024, S. 52, ISSN 1435-7941, Rezension des Engelhardt-Buches von Friedrich Sprondel
- Musica Sacra am 01. 06. 2011, Rezension zur Einspielung der Egedacher-Orgel zu Vornbach
- Ars organi am 22. 09. 2011, ISSN 0004-2919, Rezension zur Einspielung der Egedacher-Orgel zu Vornbach
- FonoForum am 04/12, Rezension zur Einspielung der Egedacher-Orgel zu Vornbach
- www.kirchenmusik.de am 02. 03. 2005, Rezension zur Einspielung der Engelhardt-Orgel in Herzberg/Nicolai (2004)
- Ars organi, Heft 3, September 2014, S. 195–196, ISSN 0004-2919, zur Uraufführung der Missa in G von Hans-Ulrich Funk, Rezensent: Martin Balz, GDO (Gesellschaft der Orgelfreunde)
- Lexikon deutscher Orgelbauer Bd.1, Thüringen und Umgebung, S. 164/165, ISBN 978-3-921140-58-1 Pape Verlag Berlin 2019
- Evangelische Zeitung, 1. Dezemberwoche 1984, zur Aufführung von Bachs H-Moll-Messe, Rezensent: Gerhard Pätzig
- Harzkurier, 16. Juli 1985, zur Aufführung des Totentanz von Distler und Bachs Motette Jesu, meine Freude bei den Kulturtagen im Kloster Walkenried, Rezensent: Gerhard Pätzig
- Harzkurier, 23. März 1988, zur Aufführung von Bachs Mätthäuspassion Rezensent: Roland Eberlein
- Rhedaer Zeitung, Juni 1986, zum Konzert des Herzberger Kammerchores in Rheda St. Clemens, Rezensent: N. N.
- Harzkurier, Sommer 1991, zur szenischen Aufführung von Mozarts Oper Entführung aus dem Serail bei den Walkenrieder Kreuzgangkonzerten mit dem Gewandhausorchester Leipzig und der Herzberger Kantorei, Rezensent: N.N.
- Harzkurier, 9. September 1992, 1. Orgelkonzert nach der Restaurierung der Herzberger Engelhardt-Orgel, Rezensent: Ulrich Mattke
- Harzkurier, November 1992, zur Aufführung des Requiem von Brahms, Rezensent: Jürgen Heidrich
- Harzkurier, 13. September 1995, zur Aufführung des Messias von Händel, Rezensent: Ulrich Mattke
- Harzkurier, 27. November 1995, zur Aufführung des Requiem von Maurice Duruflé, Rezensent: Ulrich Mattke
- Harzkurier, 10. September 1998, zur Aufführung von Bachs Orgelbüchlein, Rezensent: Joachim Busse
- Harzkurier, 26. April 2000, zur Aufführung von Bachs Johannespassion, Rezensent: Ferdinand von Apell
- REGJo Südniedersachsen, Herbst 1998, Tastensinn, Artikel über Hans-Ulrich Funk von Anja Gleber und Ricarda Blumentritt
- Harzkurier 12. April 2010, zur Stunde der Kirchenmusik in Bad Lauterberg St. Andreas, Rezensent: Georg Mäder
- Niederelbe-Zeitung NEZ vom 21. Mai 2014, Gespräch der Redaktion mit Hans-Ulrich Funk anlässlich von dessen Orgelkonzerten in der Niederelbe-Region in Otterndorf (Gloger-Orgel), Balje, Krummendeich und Freiburg/Elbe, Rezensent: N. N.
- Alfelder Zeitung, 26. Mai 2015, Artikel zur Einweihung der Heinrich Schaper-Orgel zu Alfeld, Rezensent: David Paasche
- FÜR DEN GOTTESDIENST, Heft 82, September 2015, S. 45/46, Krönung eines Komponistenlebens, Rezension von Dorothea Peppler zur Uraufführung der Missa in G von Hans-Ulrich Funk in der Herzberger Nicolaikirche